# ビリーヴ (競走馬)
ビリーヴ（欧字名:Believe、1998年4月26日 - ）は、日本の競走馬、繁殖牝馬。
2002年にサンデーサイレンス産駒として初となる短距離GI・スプリンターズステークス（GI）を優勝。翌2003年には高松宮記念（GI）を優勝しJRA賞最優秀4歳以上牝馬に選出された。その他の勝ち鞍に、2002年のセントウルステークス（GIII）、函館スプリントステークス（GIII）があり、1200メートル戦において18戦10勝2着3回という成績を残した。

## 経歴

### デビュー前
ビリーヴを生産した上水牧場は鵡川町に移る以前は苫小牧の勇払原野にあり、場主の上水公が1972年・73年に3頭の繁殖牝馬と共に鵡川町へ移り、辺りを開墾しながら敷地を広げていった。また苫小牧時代から社台ファーム創始者の吉田善哉と親交ができ、その付き合いから上水はサンデーサイレンスのシンジケート会員となり、毎年1頭ずつ所有する繁殖牝馬にサンデーサイレンスを種付けし、息子の明は交配相手となる繁殖牝馬を探しに海外にも出かけていた。
1996年、明はサンデーサイレンスの配合相手をさらに探す中、海外の馬を扱う商社から「繁殖を買わないか」という連絡を受け、グレートクリスティーヌを紹介される。明はグレートクリスティーヌがダンジグ産駒で現役時代ダートの短距離競走で重賞を含む14勝を挙げた快速馬であり、半姉に通算25勝を挙げて1986年度の全米年度代表馬に選出されたレディーズシークレットを持つ良血馬であったことで、一目見て気に入ると購入を即決し、サンデーサイレンスを交配させた。
1998年4月26日、グレートクリスティーヌは鹿毛の牝馬、後のビリーヴを出産。上水牧場は生産した競走馬をセリに出すことが多かったが、ビリーヴは例年上水牧場が上場していた静内の北海道市場ではなく、この年が第一回目であったセレクトセールに上場された。7月13日の初日に上場されたビリーヴは後の管理調教師・松元茂樹がその血統と体つきを目に留め、松元の願いを受け入れる形で同行していた前田幸治が6000万円で落札した。

### 戦績

#### 2（3）歳 - 3（4）歳時（2000-2001年）
2000年11月11日、京都開催の新馬戦（芝1200メートル）で福永祐一を鞍上にデビュー。調教での内容や良血から1番人気に支持され、レースでは好スタートから一気の逃げ切りを見せて2着に2馬身半差をつけてデビュー勝ちを飾る。しかし、レース後に福永は「1600は微妙に長いですね。1400くらいなら」とコメントした。この新馬戦以降ビリーヴは翌年5月の7戦目・3歳500万下条件戦までの間6連敗を喫し、内容としてもインで揉まれての惨敗や内へもたれての思うような走りができずに敗れる、また不良馬場に苦しんでの敗北というものであった。また5戦目のフラワーカップ後に宝来城多郎が「距離はこなせると思います」、10戦目の逆瀬川ステークス（1600メートル）後に小牧太が「この距離でも問題なさそうですね」とコメントし、関係者の間でもビリーヴの適距離がつかめていないという状況が続き、さらに「どういったレースをさせるのか」という課題も浮かび上がっていた。
その後福永はビリーヴに騎乗したすべてのレースで好位差しのレースを試し、7戦目の3歳500万下条件戦で2勝目を挙げると、9戦目の醍醐特別で3勝目を挙げ、レース後に福永は「差すレースを覚えればこれからも楽しみ」と感想を述べた。この時点での成績は10戦3勝であった。

#### 4（5）歳時（2002年）
4歳となったビリーヴは初戦の山城ステークスを2着、続く武庫川ステークスと船橋ステークスをともに3着とし、淀屋橋ステークスに出走する。このレースでは当時園田競馬に所属していた岩田康誠が鞍上を務めて勝利を収める。その後は福永が鞍上に戻り重賞初挑戦となった京王杯スプリングカップが3着、テレビ愛知オープンが7着と連敗を喫したものの、佐世保ステークスと岩田が鞍上を務めた北九州特別を連勝、セントウルステークスにおいて、1番人気に支持されると好位から直線で抜け出し、2着のパイアンに4馬身差をつけて重賞初制覇、従来のレコードタイムを0秒5縮める1分7秒1を記録して優勝した。
9月29日、東京競馬場の改修に伴いひと開催分新潟競馬場での開催に振り返られて行われたスプリンターズステークスに出走。新潟遠征の予定がなかった岩田の代役として武豊が鞍上を務め、当日の新潟競馬場には武の登場も相まって入場者数は3万4000人を超え、売り上げは新潟競馬場の新記録となる228億円余りの売り上げを記録した。当日1番人気に支持されると、レースでは好スタートを切って道中3番手につけて最後の直線に入る。しかし、直線の半ばで前を行くショウナンカンプとアドマイヤコジーンの2頭がビリーヴの前に立ちふさがり、さらにアドマイヤコジーン鞍上の後藤浩輝が右鞭を連打したことでアドマイヤコジーンが内側によれてビリーヴが抜け出そうとした隙間がなくなる。しかし、武がコースの最内にビリーヴを誘導し、残り100メートル地点でショウナンカンプがわずかに遅れ、伸びを欠くアドマイヤコジーンを捉えて抜け出し、同馬を1/2馬身凌いで優勝した。
牝馬による牡牝混合GI優勝は1997年の天皇賞（秋）を優勝したエアグルーヴ以来となり、また8月に亡くなっていたサンデーサイレンスにとっても産駒初の短距離GI優勝となった。レース後のウイニングランでは「ユタカ・コール」が起き、レース後に武は「狭いところでしたが、怯まず馬込みに入ってくれました。本当に大した馬です。今日は馬を褒めてやってください。僕は普通に乗ってきただけですから」と語った。松元はこれが平地GI初勝利であり、レース後にはともに馬を見出した前田幸治の前で涙を流した。
スプリンターズステークス後は香港国際競走の香港スプリントに挑戦したが、体調維持が上手くいかず、スプリンターズステークス時に478kgあった馬体重が458kgに細化した状態で出走し、14頭立ての12着に敗れて当年を終えた。

### 5（6）歳時（2003年）
5歳初戦の阪急杯では逃げ切り勝ちを収めたショウナンカンプに後れを取る9着に敗れる。この時も体調が戻らない状態での出走であったが、武はレース後に「香港の時よりいい状態だったし、叩いてよくなるタイプ。次に期待したい」とコメントした。
3月30日、高松宮記念に出走。武がゴールドアリュールと共にドバイワールドカップへ挑戦する予定から、鞍上には当時中央競馬へ移籍したばかりの安藤勝己を迎え、安藤はビリーヴの引退までの間全てのレースで鞍上を務める。当日はショウナンカンプが単勝1.5倍で一番人気に支持され、ビリーヴは10.1倍の3番人気となる。しかし、ビリーヴは最内枠から好スタートを切ると6番手につけ、4コーナーを前にして前方へ進出し始めたショウナンカンプの外目に安藤はビリーヴを誘導すると、残り200メートルの地点で2頭は後続を突き放して2頭の競り合いとなったが、残り100メートル地点でショウナンカンプが失速し、代わって外から追い込んできた福永が騎乗するサニングデールを退け、1着でゴールした。安藤はこれが中央競馬でのGI初勝利となった。
その後は京王杯スプリングカップ、安田記念に出走したが8着、12着に敗れた。1200メートルの函館スプリントステークスを優勝し、連覇を狙うスプリンターズステークスが引退レースとなった。この時関係者の間では、前年ビリーヴはJRA賞最優秀短距離馬及び最優秀4歳以上牝馬を逃していたことで「タイトルと共に繁殖生活に送り出してあげたい」という思いで一致していた。迎えたスプリンターズステークスでは好スタートを切り、4コーナーに向けて徐々に前方へ進出し直線で先頭に立ったが、大外から一気の追い込みを見せたデュランダルと横一線の状態でゴールし、デュランダルが約15cm前に出ていたことで2着に敗れた。翌年発表されたJRA賞では同年の最優秀4歳以上牝馬に選出された。
2003年10月19日には京都競馬場で引退式が行われ、岩田康誠、武豊、安藤勝己も出席した。

### 引退後
11月20日よりアメリカに渡り、ケンタッキー州レキシントン近郊ミッドウェイのレーンズエンドファーム・オークリースタッドで繁殖牝馬となった。初仔のファリダット（父Kingmambo）は、2009年の安田記念3着、同年の京王杯スプリングカップ3着、2012年のプロキオンステークス3着などの実績を残した。5番仔のフィドゥーシア（牝、父Medaglia d'Oro）はアイビスサマーダッシュ（新潟1000m）で2着の実績を挙げた。7番仔ジャンダルム（牡、父Kitten's Joy）は2017年11月11日に行われたデイリー杯2歳ステークスで勝利し、産駒の重賞初制覇を果たした。その後、ジャンダルムはしばらく重賞勝利に縁がなかったが、7歳となる2022年にオーシャンステークスを勝利し5年ぶりに重賞制覇を挙げる。そして、8番人気で挑んだGI・スプリンターズステークスで勝利を収める。これにより、産駒の初GI制覇および同レース史上初の親子制覇が達成された。

## 競走成績
| 年月日 | 年月日 | 年月日 | 競馬場 | 競走名          | 格       | 頭 数 | 枠 番 | 馬 番 | オッズ （人気） | 着順 | 騎手       | 斤量 [kg] | 距離（馬場）  | タイム （上り3F） | 時計 差 | 勝ち馬/（2着馬）       |
| 2000.  | 11.    | 11     | 京都   | 3歳新馬         |          | 12    | 2     | 2     | 1.5（1人）      | 1着  | 福永祐一   | 53        | 芝1200m（良） | 1:10.5 (35.3)     | -0.4    | （マッドパーティー）   |
|        | 12.    | 10     | 阪神   | 3歳500万下      |          | 12    | 1     | 1     | 3.8（2人）      | 6着  | 福永祐一   | 53        | 芝1600m（良） | 1:36.6 (36.5)     | 0.7     | ミレニアムバイオ       |
| 2001.  | 1.     | 6      | 京都   | 若菜賞          | 500万下  | 16    | 5     | 10    | 6.9（3人）      | 9着  | 松永幹夫   | 53        | ダ1200m（良） | 1:14.8 (38.5)     | 1.3     | コウエイマーベラス     |
|        | 1.     | 27     | 京都   | 寒桜賞          | 500万下  | 16    | 4     | 8     | 8.4（4人）      | 4着  | 松永幹夫   | 53        | 芝1200m（不） | 1:12.1 (37.4)     | 0.5     | トーヨーリンカーン     |
|        | 3.     | 17     | 中山   | フラワーC       | GIII     | 16    | 7     | 14    | 22.7（11人）    | 8着  | 宝来城多郎 | 53        | 芝1800m（良） | 1:51.1 (37.6)     | 0.8     | タイムフェアレディ     |
|        | 5.     | 4      | 京都   | あずさ賞        | 500万下  | 18    | 8     | 18    | 6.9（3人）      | 3着  | 福永祐一   | 53        | 芝1600m（良） | 1:34.9 (36.2)     | 0.2     | ソレイユダンス         |
|        | 5.     | 19     | 中京   | 3歳500万下      |          | 18    | 2     | 4     | 4.4（2人）      | 1着  | 福永祐一   | 53        | 芝1200m（良） | 1:08.3 (34.9)     | -0.1    | （ゴールドディスク）   |
|        | 6.     | 10     | 中京   | ファルコンS     | GIII     | 17    | 3     | 6     | 19.9（9人）     | 9着  | 福永祐一   | 53        | 芝1200m（良） | 1:09.6 (35.3)     | 0.7     | ルスナイクリスティ     |
|        | 11.    | 10     | 京都   | 醍醐特別        | 1000万下 | 13    | 2     | 2     | 8.5（6人）      | 1着  | 福永祐一   | 53        | 芝1200m（良） | 1:08.8 (35.1)     | -0.1    | （チェックザラック）   |
|        | 12.    | 15     | 阪神   | 逆瀬川S         | 1600万下 | 16    | 6     | 12    | 8.5（6人）      | 3着  | 小牧太     | 53        | 芝1600m（良） | 1:34.2 (35.6)     | 0.3     | メイショウキオウ       |
| 2002.  | 2.     | 17     | 京都   | 山城S           | 1600万下 | 10    | 2     | 2     | 3.7（1人）      | 2着  | 福永祐一   | 54        | 芝1200m（良） | 1:08.2 (34.1)     | 0.4     | ショウナンカンプ       |
|        | 3.     | 10     | 阪神   | 武庫川S         | 1600万下 | 15    | 8     | 15    | 5.3（4人）      | 3着  | 福永祐一   | 54        | 芝1600m（良） | 1:34.0 (35.5)     | 0.8     | グラスワールド         |
|        | 3.     | 24     | 中山   | 船橋S           | 1600万下 | 11    | 6     | 6     | 2.5（1人）      | 3着  | 安藤勝己   | 54        | 芝1200m（良） | 1:08.2 (34.1)     | 0.4     | ハッピーマキシマム     |
|        | 4.     | 14     | 阪神   | 淀屋橋S         | 1600万下 | 15    | 8     | 15    | 3.9（1人）      | 1着  | 岩田康誠   | 54        | 芝1200m（良） | 1:07.7 (33.9)     | -1.0    | （レスレクシオン）     |
|        | 5.     | 12     | 東京   | 京王杯SC        | GII      | 18    | 8     | 17    | 14.9（7人）     | 3着  | 福永祐一   | 55        | 芝1400m（良） | 1:20.5 (34.4)     | 0.2     | ゴッドオブチャンス     |
|        | 6.     | 8      | 中京   | テレビ愛知OP    | OP       | 18    | 5     | 9     | 1.9（1人）      | 7着  | 福永祐一   | 53        | 芝1200m（良） | 1:09.3 (35.7)     | 0.7     | ネイティヴハート       |
|        | 7.     | 20     | 小倉   | 佐世保S         | 1600万下 | 11    | 8     | 10    | 1.9（1人）      | 1着  | 福永祐一   | 56        | 芝1200m（良） | 1:07.7 (34.4)     | -0.1    | （オースミエルスト）   |
|        | 8.     | 17     | 小倉   | 北九州短距離S   | 1600万下 | 10    | 6     | 6     | 2.0（1人）      | 1着  | 岩田康誠   | 56        | 芝1200m（良） | 1:07.8 (34.3)     | -0.4    | （オースミエルスト）   |
|        | 9.     | 8      | 阪神   | セントウルS     | GIII     | 12    | 1     | 1     | 2.0（1人）      | 1着  | 岩田康誠   | 54        | 芝1200m（良） | R1:07.1 (33.5)    | -0.1    | （パイアン）           |
|        | 9.     | 29     | 新潟   | スプリンターズS | GI       | 11    | 4     | 4     | 2.2（1人）      | 1着  | 武豊       | 55        | 芝1200m（良） | 1:07.7 (33.7)     | -0.1    | （アドマイヤコジーン） |
|        | 12.    | 15     | 沙田   | 香港スプリント  | G1       | 14    |       |       |                 | 12着 | 武豊       | 55        | 芝1000m（良） | 0.58.1 ( - )      |         | All Thrills Too        |
| 2003.  | 3.     | 2      | 阪神   | 阪急杯          | GIII     | 15    | 6     | 10    | 3.7（2人）      | 9着  | 武豊       | 57        | 芝1200m（稍） | 1.09.6 (35.3)     | 1.1     | ショウナンカンプ       |
|        | 3.     | 30     | 中京   | 高松宮記念      | GI       | 18    | 1     | 1     | 10.1（3人）     | 1着  | 安藤勝己   | 55        | 芝1200m（良） | 1.08.1 (34.9)     | -0.2    | （サニングデール）     |
|        | 5.     | 18     | 東京   | 京王杯SC        | GII      | 13    | 6     | 9     | 6.9（4人）      | 8着  | 安藤勝己   | 57        | 芝1400m（良） | 1:21.8 (35.1)     | 0.8     | テレグノシス           |
|        | 6.     | 8      | 東京   | 安田記念        | GI       | 18    | 3     | 5     | 22.4（9人）     | 12着 | 安藤勝己   | 56        | 芝1600m（良） | 1.32.8 (34.8)     | 0.7     | アグネスデジタル       |
|        | 7.     | 6      | 函館   | 函館スプリントS | GIII     | 11    | 6     | 7     | 1.7（1人）      | 1着  | 安藤勝己   | 56        | 芝1200m（良） | 1.09.3 (35.8)     | -0.3    | （アグネスソニック）   |
|        | 9.     | 14     | 阪神   | セントウルS     | GIII     | 13    | 2     | 2     | 1.8（1人）      | 2着  | 安藤勝己   | 57        | 芝1200m（良） | 1.07.8 (33.7)     | 0.0     | テンシノキセキ         |
|        | 10.    | 5      | 中山   | スプリンターズS | GI       | 15    | 6     | 11    | 2.2（1人）      | 2着  | 安藤勝己   | 55        | 芝1200m（良） | 1:08.0 (34.4)     | 0.0     | デュランダル           |

※1　タイム欄のRはレコード勝ちを示す。

## 繁殖成績
|       | 生年   | 馬名           | 性    | 毛色   | 父             | 馬主 | 厩舎 | 戦績 |
| ----- | ------ | -------------- | ----- | ------ | -------------- | --- | --- | --- |
| 初仔  | 2005年 | ファリダット   | 牡    | 青鹿毛 | Kingmambo      | 前田幸治 | 栗東・松元茂樹 | 53戦5勝（引退） |
| 2番仔 | 2007年 | カザンリク     | 牡    | 鹿毛   | Kingmambo      | 前田幸治 | 栗東・松元茂樹 →西脇・小牧毅 | 13戦1勝（引退） |
| 3番仔 | 2008年 | Corundum       | 牡→騸 | 黒鹿毛 | A.P. Indy      | 前田幸治 →米・Short Straw Stable →米・Alexander R. Levengood →米・Fighting Scot Stable LLC →米・Alexander R. Levengood →米・John Chamatsos →米・The Elkstone Group LLC →米・Gerald E. Brooks →米・Ronald Clark →米・Enpher Stable →米・Three Rings Farm | 米・Paulo Lodo →米・Todd Pletcher →米・Flint W. Stites →米・Gerald Brooks →米・Timothy Hamm →米・Gerald Brooks →米・David Lezell →米・Thomas Iannotti IV →米・Ron Potts →米・Gerald Brooks →米・Jarod Thurston →米・Gerald Brooks →米・Robert Oliva →米・Lucy Houle | 84戦7勝（引退） |
| 4番仔 | 2010年 | ヴレロワ       | 牡→騸 | 鹿毛   | A.P. Indy      | 前田幸治 | 栗東・中竹和也 →西脇・高馬元紘 | 4戦0勝（引退） |
| 5番仔 | 2012年 | フィドゥーシア | 牝    | 鹿毛   | Medaglia d'Oro | 前田幸治 | 栗東・松元茂樹 | 26戦7勝（引退、繁殖）                                                                                                |
| 6番仔 | 2013年 | エリシェヴァ   | 牝    | 鹿毛   | Smart Strike   | 前田葉子 | 栗東・角田晃一 | 20戦4勝（引退、繁殖）                                                                                                |
| 7番仔 | 2015年 | ジャンダルム   | 牡    | 黒鹿毛 | Kitten's Joy   | （株）ノースヒルズ →前田幸治 | 栗東・池江泰寿 | 30戦7勝（引退、種牡馬） 主な勝ち鞍 2022年スプリンターズS（GI） 2017年デイリー杯2歳S（GII） 2022年オーシャンS（GIII） |

## 血統表
| ビリーヴの血統                                       | ビリーヴの血統                                                 | ビリーヴの血統                                                 | （血統表の出典）                                               | （血統表の出典） |
| 父系                                                 | サンデーサイレンス系                                           | サンデーサイレンス系                                           | サンデーサイレンス系                                           | [ § 2 ]          |
| 父 *サンデーサイレンス Sunday Silence 1986 青鹿毛    | 父の父Halo 1969 黒鹿毛                                         | Hail to Reason                                                 | Turn-to                                                        | Turn-to          |
| 父 *サンデーサイレンス Sunday Silence 1986 青鹿毛    | 父の父Halo 1969 黒鹿毛                                         | Hail to Reason                                                 | Nothirdchance                                                  |                  |
| 父 *サンデーサイレンス Sunday Silence 1986 青鹿毛    | 父の父Halo 1969 黒鹿毛                                         | Cosmah                                                         | Cosmic Bomb                                                    | Cosmic Bomb      |
| 父 *サンデーサイレンス Sunday Silence 1986 青鹿毛    | 父の父Halo 1969 黒鹿毛                                         | Cosmah                                                         | Almahmoud                                                      |                  |
| 父 *サンデーサイレンス Sunday Silence 1986 青鹿毛    | 父の母Wishing Well 1975 鹿毛                                   | Understanding                                                  | Promised Land                                                  | Promised Land    |
| 父 *サンデーサイレンス Sunday Silence 1986 青鹿毛    | 父の母Wishing Well 1975 鹿毛                                   | Understanding                                                  | Pretty Ways                                                    |                  |
| 父 *サンデーサイレンス Sunday Silence 1986 青鹿毛    | 父の母Wishing Well 1975 鹿毛                                   | Mountain Flower                                                | Montparnasse                                                   | Montparnasse     |
| 父 *サンデーサイレンス Sunday Silence 1986 青鹿毛    | 父の母Wishing Well 1975 鹿毛                                   | Mountain Flower                                                | Edelweiss                                                      |                  |
| 母 *グレートクリスティーヌ Great Christine 1987 鹿毛 | 母の父Danzig 1977 鹿毛                                         | Northern Dancer                                                | Nearctic                                                       | Nearctic         |
| 母 *グレートクリスティーヌ Great Christine 1987 鹿毛 | 母の父Danzig 1977 鹿毛                                         | Northern Dancer                                                | Natalma                                                        |                  |
| 母 *グレートクリスティーヌ Great Christine 1987 鹿毛 | 母の父Danzig 1977 鹿毛                                         | Pas de Nom                                                     | Admiral's Voyage                                               | Admiral's Voyage |
| 母 *グレートクリスティーヌ Great Christine 1987 鹿毛 | 母の父Danzig 1977 鹿毛                                         | Pas de Nom                                                     | Petitoner                                                      |                  |
| 母 *グレートクリスティーヌ Great Christine 1987 鹿毛 | 母の母Great Lady M 1975 芦毛                                   | Icecapade                                                      | Nearctic                                                       | Nearctic         |
| 母 *グレートクリスティーヌ Great Christine 1987 鹿毛 | 母の母Great Lady M 1975 芦毛                                   | Icecapade                                                      | Shenanigans                                                    |                  |
| 母 *グレートクリスティーヌ Great Christine 1987 鹿毛 | 母の母Great Lady M 1975 芦毛                                   | Sovereign Lady                                                 | Young Emperor                                                  | Young Emperor    |
| 母 *グレートクリスティーヌ Great Christine 1987 鹿毛 | 母の母Great Lady M 1975 芦毛                                   | Sovereign Lady                                                 | Sweety Kid                                                     |                  |
| 母系(F-No.)                                          | Sovereign Lady系(FN:22-d)                                      | Sovereign Lady系(FN:22-d)                                      | Sovereign Lady系(FN:22-d)                                      | [ § 3 ]          |
| 5代内の近親交配                                      | Almahmoud 4×5、Nearctic 4･4（母内）、Native Dancer 5･5（母内） | Almahmoud 4×5、Nearctic 4･4（母内）、Native Dancer 5･5（母内） | Almahmoud 4×5、Nearctic 4･4（母内）、Native Dancer 5･5（母内） | [ § 4 ]          |
| 出典                                                 | 1. 2. 3. 4.                                                    | 1. 2. 3. 4.                                                    | 1. 2. 3. 4.                                                    | 1. 2. 3. 4.      |

- 母グレートクリスティーヌの半姉に1986年のエクリプス賞年度代表馬Lady's Secretがいる。
- 祖母のGreat Lady M.の曾孫にサウンドバリアー（フィリーズレビュー）、スティールパス（スパーキングレディーカップ）、トレンドハンター（フラワーカップ）、キョウワハピネス（ファルコンステークス）などがいる。
- 祖母のGreat Lady M.の玄孫にサークルオブライフ（阪神ジュベナイルフィリーズ）がいる。